# Be 4/6
Be 4/6 – szwajcarska lokomotywa elektryczna produkowana w latach 1920–1923 dla kolei szwajcarskich. Wyprodukowano 40 lokomotyw. Dwie lokomotywy zostały zachowane jako eksponaty zabytkowe.